# Lidice
Lidice (en allemand : Liditz) est une commune du district de Kladno, dans la région de Bohême-Centrale, en Tchéquie. Sa population s'élevait à 579 habitants en 2020.
Le village est entièrement détruit par les nazis durant la Seconde Guerre mondiale, en représailles à l'Opération Anthropoid, ayant débouché sur l'attentat dirigé, le 27 mai 1942 à Prague, contre Reinhard Heydrich, gouverneur du protectorat de Bohême-Moravie (Reichsprotektor), également chef du RSHA. Il succomba des suites de ses blessures le 4 juin suivant.
L'attentat est perpétré par Jozef Gabčík et Jan Kubiš, deux agents tchécoslovaques formés en Angleterre. Cet attentat suscite chez les nazis une volonté de vengeance, qui les pousse à s'en prendre au village de Lidice. Ils étaient persuadés en effet que les deux hommes avaient été hébergés dans le village. Ces derniers sont trahis par un troisième membre, Karel Čurda.
Le 10 juin 1942, Lidice est entièrement rasé, ses habitants tous fusillés, ses habitantes toutes déportées en camp de concentration, quatre-vingt-huit enfants, assassinés. On nivela le sol de Lidice par dessus les cadavres sans sépulture. 
La reconstruction de Lidice débute en 1947 sous l'impulsion des dirigeants tchécoslovaques de l'époque. Le nouveau village est situé à l'ouest de son emplacement initial (50° 08′ 34″ N, 14° 11′ 59″ E), lequel a laissé la place à un mémorial.

## Géographie
Lidice se trouve à 6 km à l'est du centre de Kladno et à 20 km à l'ouest-nord-ouest du centre de Prague.
La commune est limitée par Buštěhrad au nord, par Makotřasy à l'est, par Běloky et Hostouň au sud, par Dolany au sud-ouest et par Hřebeč à l'ouest et au nord-ouest.

## Histoire

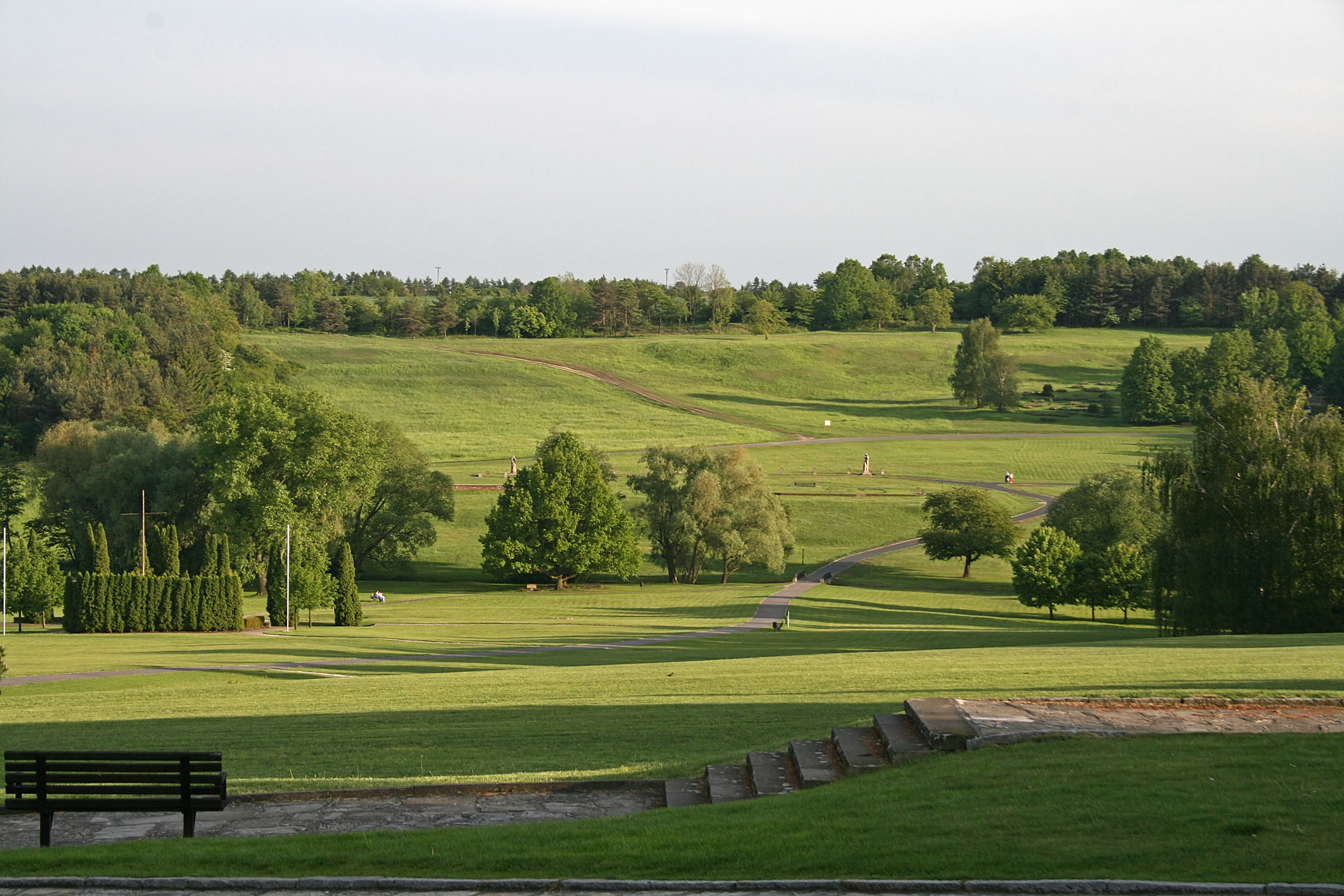
Vue générale du site de l'ancien village de Lidice.

La première mention du village de Lidice date de 1318, dans les chroniques de l'abbé de Zbraslav, Petr Žitavský. Après l'industrialisation de la région au XIXe siècle la population travaillait dans les mines et les usines de la région de Kladno et Slaný.

### Le massacre

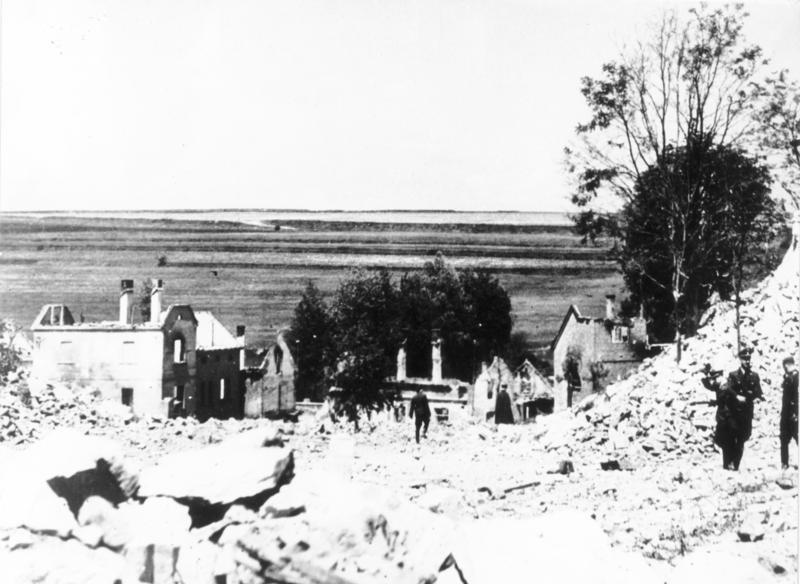
Destruction de Lidice après le massacre.

Le 10 juin 1942, un détachement de la septième division SS « Prince Eugène », commandé par le Hauptsturmführer Rostock (de), cerne le village.
Les 184 hommes âgés de plus de 16 ans qui y habitent et une partie des femmes sont fusillés. Les autres femmes sont déportées à Ravensbrück, d'où une bonne partie d'entre elles reviendra.
Quant aux 105 enfants du village, leur sort est différent. Une dizaine d'entre eux, dont le type physique correspond aux critères nazis de la « race aryenne », sont placés dans des familles allemandes pour être rééduqués, selon le programme du Lebensborn. Les autres sont d'abord déportés à Łódź, puis envoyés au camp d'extermination de Chełmno, où ils périssent dans les camions à gaz. Seuls 17 survivront.
Le lendemain du massacre, les nazis font venir 30 déportés juifs du camp de concentration de Theresienstadt, situé à une quarantaine de kilomètres au nord, et leur font creuser une fosse commune pour y enterrer les cadavres des victimes.
Après le massacre et les déportations, les nazis font en sorte d'éliminer toute trace de l'existence même du village, qui est d'abord incendié. Puis en quelques mois de travaux, le terrain est nivelé à la dynamite, les pierres enlevées, l'étang comblé, la route et la rivière détournées, tandis que le cimetière est vidé de ses morts.
Pour justifier le massacre, les nazis accusent les habitants d'avoir soutenu les auteurs de l'attentat contre Reinhard Heydrich. En réalité, les liens entre Lidice et la Résistance sont assez flous : deux officiers originaires du village se seraient enfuis à l'étranger ; une lettre saisie par les nazis indiquerait que son auteur, venu de Lidice, avait décidé de rejoindre la Résistance. Les nazis ne surent jamais s'il y avait eu un lien entre l'auteur de la lettre et les assassins de Reinhard Heydrich. Lidice servit de bouc émissaire.

## Reconstruction du «Nouveau Lidice»
En 1945, trois ans après le massacre, le gouvernement tchécoslovaque s'engage à reconstruire le village lors des cérémonies de commémoration. La première pierre est posée en 1947, et la construction des premières maisons commence en mai 1948, grâce à l'aide de volontaires venus de toute la Tchécoslovaquie. La vie finit par y reprendre son cours en 1949.

## Le mémorial

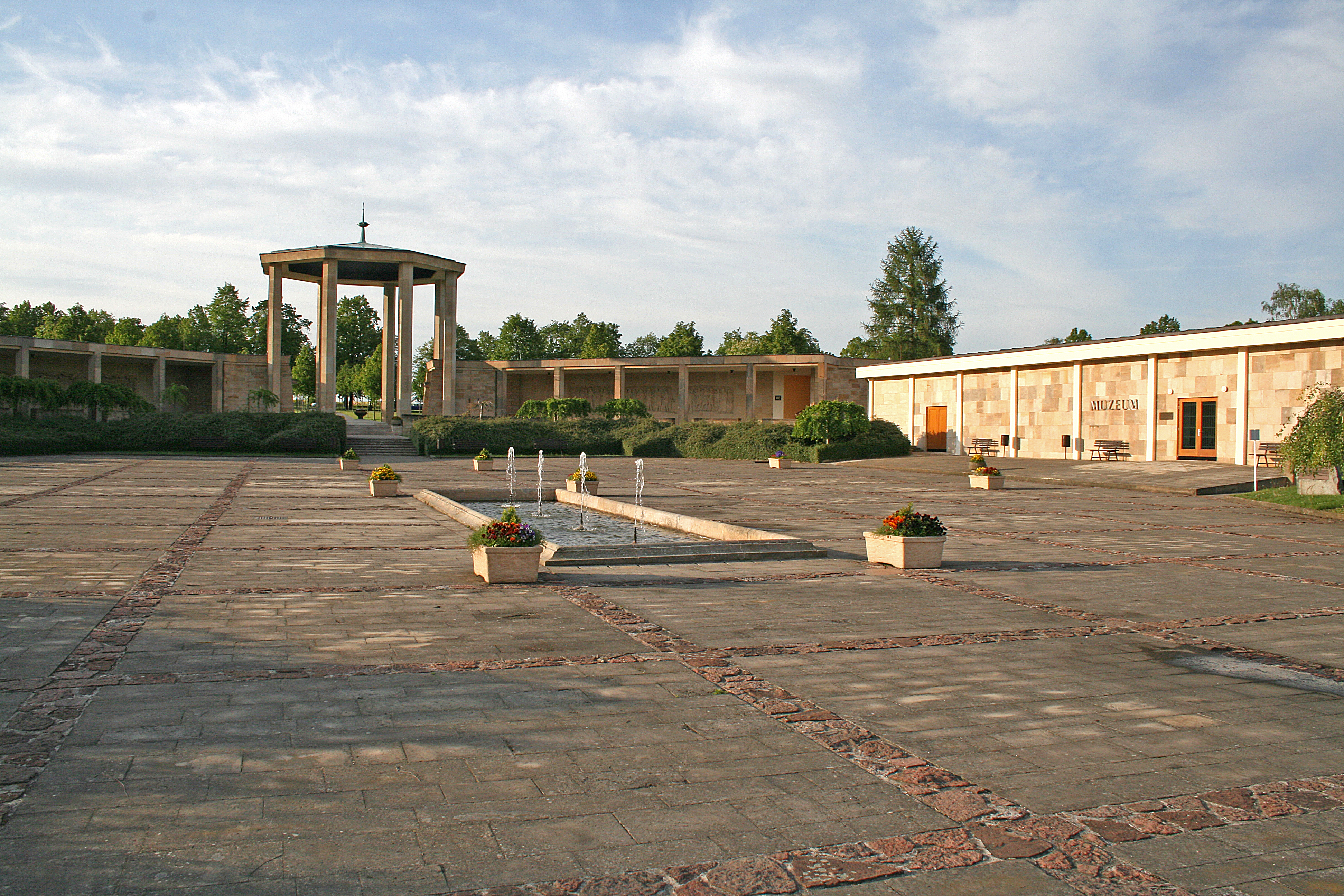
Mémorial de Lidice.

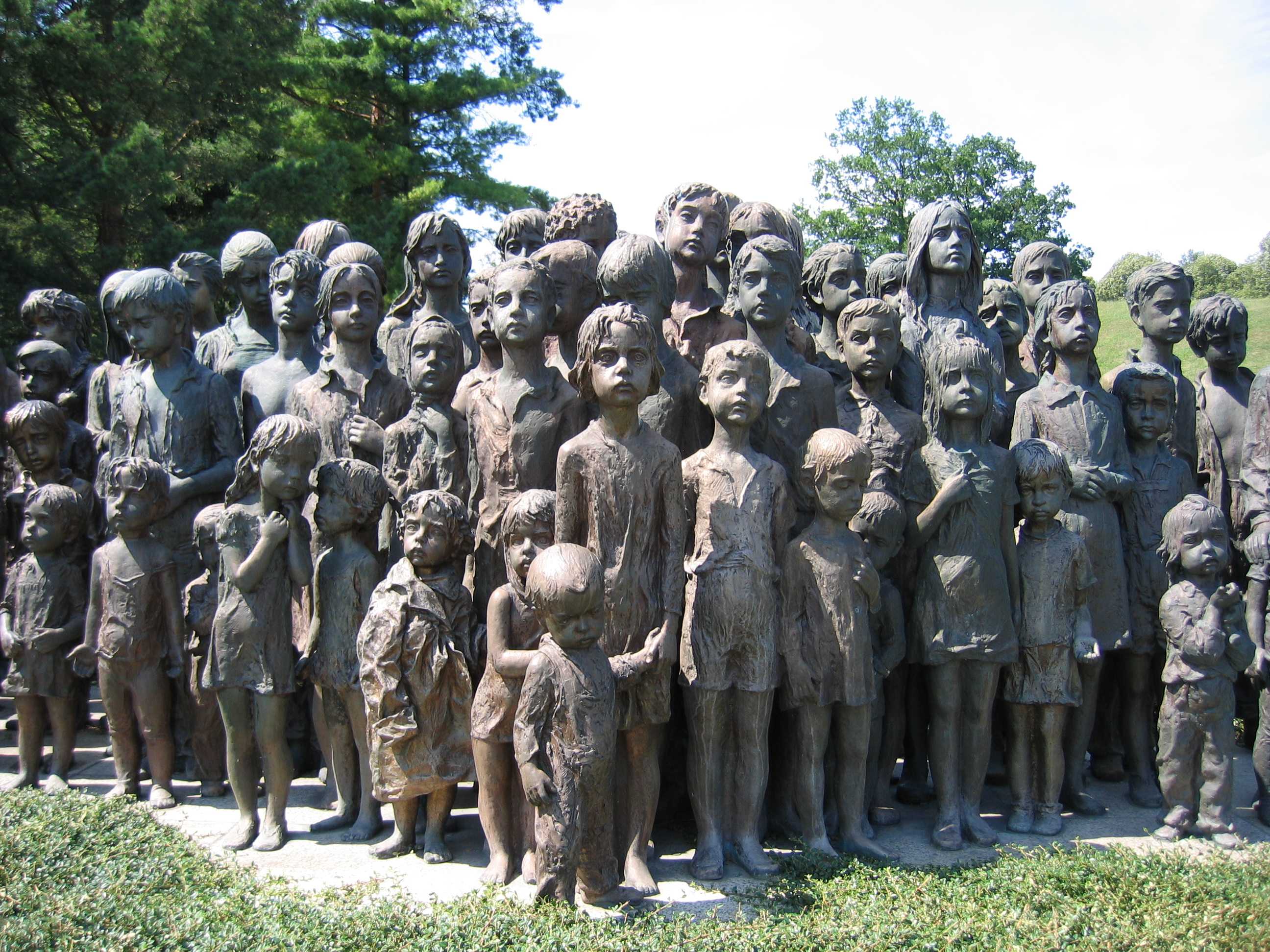
Mémorial aux enfants victimes de la guerre.

Le site de l'ancien village est devenu un mémorial, dont le monument le plus significatif est le « monument aux enfants victimes de la guerre », un ensemble statuaire en bronze tourné vers la vallée. Il représente les 82 enfants (42 filles et 40 garçons) qui furent asphyxiés dans les camions à gaz du camp d'extermination de Chełmno.
Cette œuvre de Marie Uchytilová fut d'abord réalisée en plâtre en 1969. Elle ne fut fondue qu'après le décès de l'artiste survenu en 1989, sous la supervision de son époux Jiří Václav Hampl (cs). L'œuvre resta incomplète jusqu'en 1996 (seul un groupe de 30 enfants était alors réalisé). Une fondation est finalement alors créée dans le but d'obtenir des aides pour terminer le mémorial. Des subventions venant du monde entier, ainsi que le don du bronze refondu des statues déboulonnées dans les villes tchèques, permirent d'achever le monument en 2000.

## Postérité
Le massacre eut un tel retentissement dans le monde que le nom de Lidice fut donné à des localités au Mexique, au Brésil ou aux États-Unis, ainsi qu'à des nouveau-nés. Les mineurs britanniques organisèrent même une collecte pour la reconstruction de la commune martyre.

### Œuvres en rapport avec le massacre
- HHhH[9], roman de Laurent Binet, Grasset, 2010[10]
- Comment j'ai rencontré les poissons, roman de Ota Pavel, sorti en 1971[11]
- Lidice ou Mémorial pour Lidice (H. 296) (en tchèque : Památník Lidicím), une œuvre symphonique composée par Bohuslav Martinů, créée le 28 octobre 1943 à New York
- Lidice, film historique et dramatique tchèque de 2011 réalisé par Petr Nikolaev
- Sept hommes à l'aube, film britannique réalisé par Lewis Gilbert, sorti en 1975
- Hitler's Madman, film américain réalisé par Douglas Sirk en 1942, sorti en 1943
- Les bourreaux meurent aussi, film américain réalisé par Fritz Lang, sorti en 1943
- (en) The Silent Village (en), film britannique réalisé par Humphrey Jennings en 1943
- Lídice, peinture acrylique sur bois, d'Oswaldo Guayasamín, 1977. Colección Fundación Guayasamín, La Capilla del Hombre, Quito, Ecuador